# 线性子空间
线性子空间（或向量子空间）在线性代数和相关的数学领域中是重要的。在没有混淆于其他子空间的时候通常简称为“子空间”。

## 定义
在线性代数和其他数学相关领域，一个线性子空间（或向量子空间）U是给定域{\displaystyle {\mathfrak {R}}}向量空间V的一个子集，并且它还是V的加法子群，同时，在纯量乘下回到自身，那么，V上运算在U上的限制导出U的向量空间结构，我们把U称为V上的向量（或线性）子空间。

## 定理
设 V 是在域 K 上的向量空间，并设 W 是 V 的子集。则当且仅当它满足下列三个条件时，W 是个子空间:
1. 零向量 0 在 W 中。
2. 如果 u 和 v 是 W 的元素，则向量和 u + v 是 W 的元素。
3. 如果 u 是 W 的元素而 c 是来自 K 的标量，则标量积 cu 是 W 的元素。

## 性质
- 对于所有向量空间 V，集合 {0} 和 V 自身是 V 的子空间。
- 如果 V 是内积空间，则任何 V 的子空间的正交补也是子空间。
- 任意多个向量子空间的交集仍然是向量子空间。注意：两个子空间的并集未必是子空间。例如{\displaystyle e_{1},e_{2}}是V中任意两个线性无关的向量且{\displaystyle U_{1}=<e_{1}>,U_{2}=<e_{2}>}，那么，{\displaystyle U_{1}}∪{\displaystyle U_{2}}不包含{\displaystyle e_{1}+e_{2}}。
- 特征化子空间的一种方式它们闭合在线性组合下。就是说，W 是子空间，当且仅当所有 W 的(有限多个)元素的线性组合也属于 W。子空间的定理中条件 2 和 3 是最基本的线性组合。

## 例子
例子 I:
设域 K 是实数的集合 R，并设向量空间 V 是欧几里得空间 R3。
取 W 为最后的分量是 0 的 V 中所有向量的集合。则 W 是 V 的子空间。
证明:
1. 给定 W 中 u 和 v，它们可以表达为 u = (u1,u2,0) 和 v = (v1,v2,0)。则 u + v = (u1+v1,u2+v2,0+0) = (u1+v1,u2+v2,0)。因此 u + v 也是 W 的元素。
2. 给定 W 中 u 和 R 中标量 c，如果 u = (u1,u2,0)，则 cu = (cu1, cu2, c0) = (cu1,cu2,0)。因此 cu 也 是 W 的元素。

例子 II:
设域是 R，设向量空间是欧几里得几何 R2。取 W 为 R2 的使得 x = y 的所有点 (x,y) 的集合。则 W 是 R2 的子空间。
证明:
1. 设 p = (p1,p2) 且 q = (q1,q2) 是 W 的元素，就是说，在平面上的点使得 p1 = p2 且 q1 = q2。则 p + q = (p1+q1,p2+q2)；因为 p1 = p2 且 q1 = q2，则 p1 + q1 = p2 + q2，所以 p + q 是 W 的元素。
2. 设 p = (p1,p2) 是 W 的元素，就是在平面中点使得 p1 = p2，并设 c 是 R 中的标量。则 cp = (cp1,cp2)；因为 p1 = p2，则 cp1 = cp2，所以 cp 是 W 的元素。

一般的说，欧几里得空间 Rn 的定义自齐次线性方程的任何子集都生成子空间。在几何上说，这些子空间是穿过点0的一些点、直线、平面。

## 子空间上的运算
给定向量空间V的子空间 U 和 W，则它们的交集 U ∩ W := {v∈V: v ∈ U 且 v ∈ W} 也是 V 的子空间。
证明:
1. 设 v 和 w 是 U ∩ W 的元素。则 v 和 w 属于 U 和 W 二者。因为 U 是子空间，则 v + w 属于 U。类似的，因为 W 是子空间，则 v + w 属于 W。所以 v + w 属于 U ∩ W。
2. 设 v 属于 U ∩ W，并设 c 是标量。则 v 属于 U 和 W 二者。因为 U 和 W 是子空间，cv 属于 U 和 W 二者。

进一步的，和
{\displaystyle U+W=\{\mathbf {u} +\mathbf {w} :\mathbf {u} \in U{\mbox{ and }}\mathbf {w} \in W\}}
是一个 V 的子空间。U ∩ W 和 U + W 的维度满足
{\displaystyle \dim(U\cap W)+\dim(U+W)=\dim U+\dim W}。